# Иловатский район
Иловатский райо́н — административно-территориальная единица в Сталинградской области, существовавшая в 1941—1963 годах. Административный центр — с. Иловатка.

## История
Район образован 7 сентября 1941 года из Иловатского кантона ликвидированной АССР немцев Поволжья в составе Сталинградской области.
1 февраля 1963 года район был упразднён, его территория вошла в состав Старополтавского района.

## Административно-территориальное деление
На 1.11.1942 года в состав района входили 8 сельсоветов:
- Белокаменский
- Иловатский
- Колышкинский
- Красно-Ярский
- Курнаевский
- Н. Колонинский
- Потемкинский
- Черебаевский